# Катальпа бигнониевидная
Катальпа бигнониевидная (лат. Catalpa bignonioides) — вид листопадных деревьев семейства Бигнониевые, произрастающих в юго-восточной части Северной Америки. В США её называют «катальпой южной», так как её естественный ареал расположен несколько южнее ареала второй американской катальпы — катальпы прекрасной («катальпы северной»).
Данный вид является наиболее распространённым культивируемым видом катальпы в Европе. В России выращивается в основном на юго-западе Европейской части, но есть довольно давние посадки также, например, в Москве и Санкт-Петербурге.

## Происхождение названия

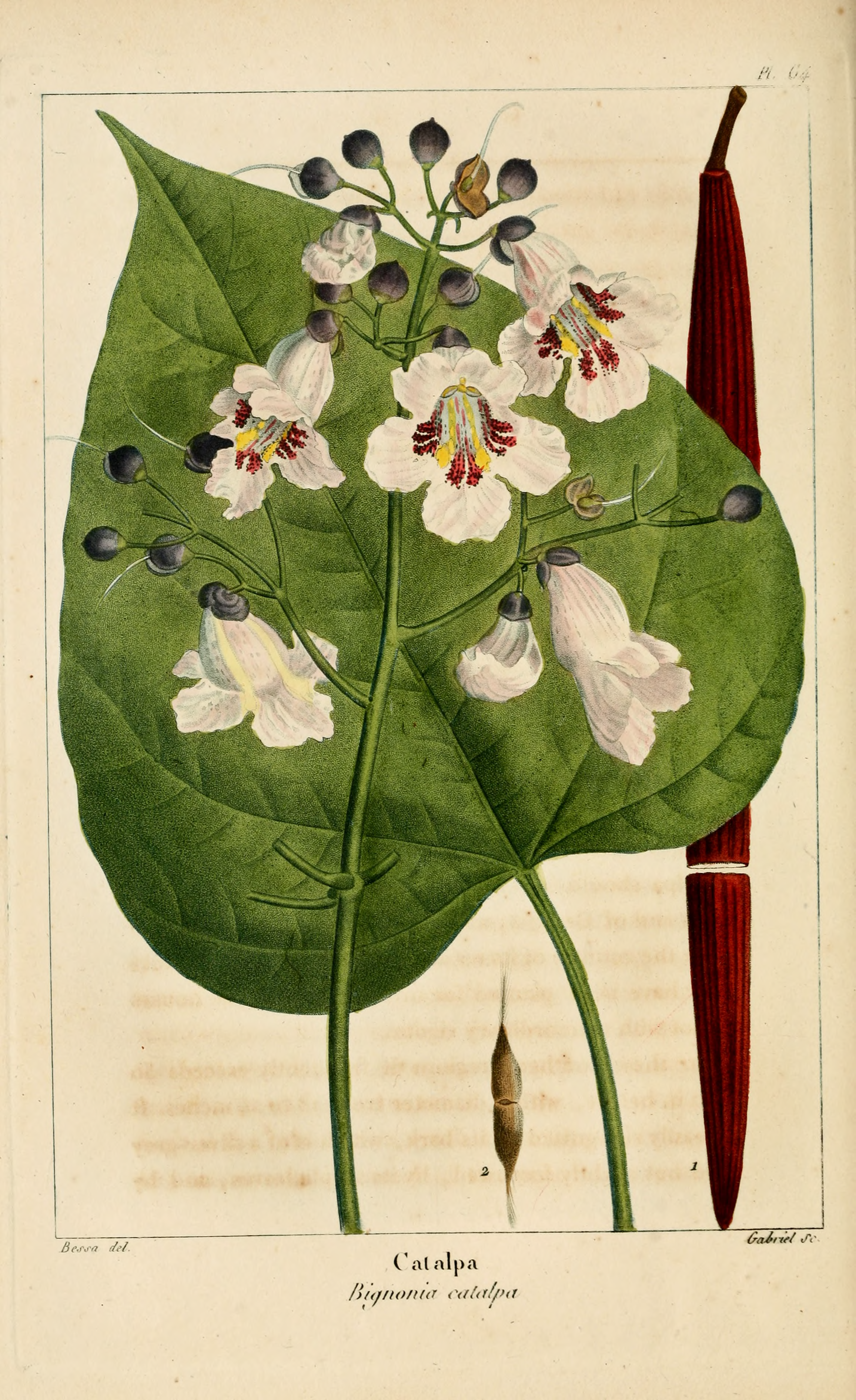
Ботаническая иллюстрация из книги Франсуа Мишо The North American sylva, 1819, которая подписана как «Бигнония катальпа»

Изначально вид был отнесён к роду Бигнония и назван как «Бигнония катальпа» (Bignonia catalpa L., 1753), но затем выделен в отдельный род Катальпа (Catalpa Scop., 1777) и назван в соответствии с предыдущим названием Катальпой бигнониевидной (Catalpa bignonioides Walter, 1788).
При этом слово «катальпа» в исходном названии происходит от слова kutuhlpa, которое на языке североамериканских индейцев народа Кри́ки (Маско́ги) означает «крылатая голова», что относится к цветку катальпы, который имеет волнистый пятилопастный как бы «крылатый» край. До окончательного выяснения происхождения слова предполагалось, что название «катальпа» происходит от названия племени североамериканских индейцев Катоба (Катавба), из-за чего в английском языке закрепилось второе название катальпы — catawba.

## Распространение и экология
Происходит из США, из юго-восточных штатов: Алабама, Джорджия, Миссисипи, Флорида. Вследствие активного культивирования распространилась также в северо-восточных, южных, юго-западных и северо-западных штатах, а также в Западной Европе.
Катальпа предпочитает влажные, глубокие, хорошо дренированные почвы с pH 5,5—7,0, но может приспосабливаться и к сухим и заболоченным почвам. Хорошо растёт на открытых солнечных местах и в полутени.

## Ботаническое описание

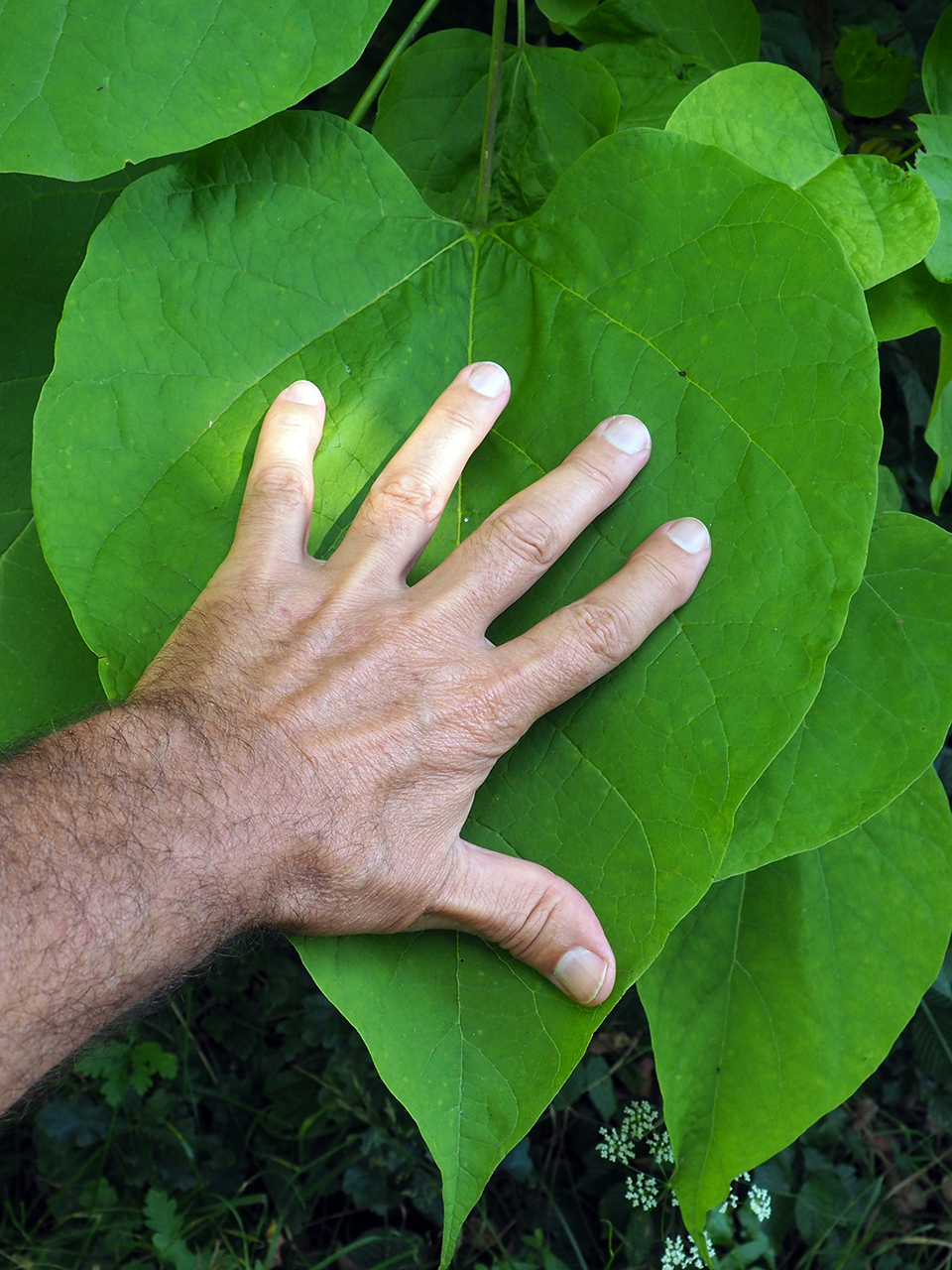
Лист катальпы бигнониевидной

Листопадное дерево высотой 6—15 м с шаровидной раскидистой кроной и стволом диаметром обычно до 1 м. Рекордная высота составляет 25 м, рекордный диаметр ствола — больше 2 м, рекордный возраст — больше 200 лет.
Листья широкояйцевидные с сердцевидным основанием, длиной 10—25 см, шириной 8—20 см, опушённые снизу. Часть листьев имеют лопасти по бокам от верхушки. Черешок длиной от половины до трёх четвертей длины листовой пластинки. Расположены листья на ветке попарно супротивно либо по три в мутовке. При растирании листья издают характерный специфический запах. Интересной особенностью листьев катальпы бигнониевидной является способность выделять экстрафлоральный нектар, который используется для привлечения муравьёв, защищающих катальпу от листоядных насекомых.
Крупные однодомные обоеполые ароматные цветки имеют диаметр около 2,5 см. Они собраны в широкопирамидальные стоячие метёлки длиной и шириной 20—25 см. Цветки колоколообразные двугубые (одна верхняя губа и одна нижняя), с пятью сросшимися лепестками, частично разделяющимися лишь на бахромчатом краю цветка в виде лопастей (двух сверху и трёх снизу). Окраска цветков белая, внутри венчика имеются крупные жёлто-оранжевые пятна и многочисленные маленькие пурпурные точечки, собранные в линии, идущие от основания венчика к краям. Под верхней губой расположены 2 тычинки, 3 мелких стаминодия и 1 пестик с двулопастным рыльцем. Цветение происходит в начале лета после распускания листьев.
Плоды представляют собой длинные узкие двухкамерные коробочки, имеющие две створки и плоскую перегородку внутри, округлые в сечении, длиной 15—40 см, толщиной 6—10 мм, внешне похожие на бобы фасоли или на листовки олеандра. Внутри коробочки содержится множество небольших вытянутых почти плоских семян. Кончики семян имеют плавные переходы в длинные волоски, которые способствуют их эффективному распространению при помощи ветра. Длина семян без волосков 10—15 мм, ширина семян 2—4 мм, длина с волосками может доходить до 40 мм. Плоды созревают осенью, но продолжают висеть на дереве зимой и раскрываются только весной.
Число хромосом 2n = 40.

## Значение и применение

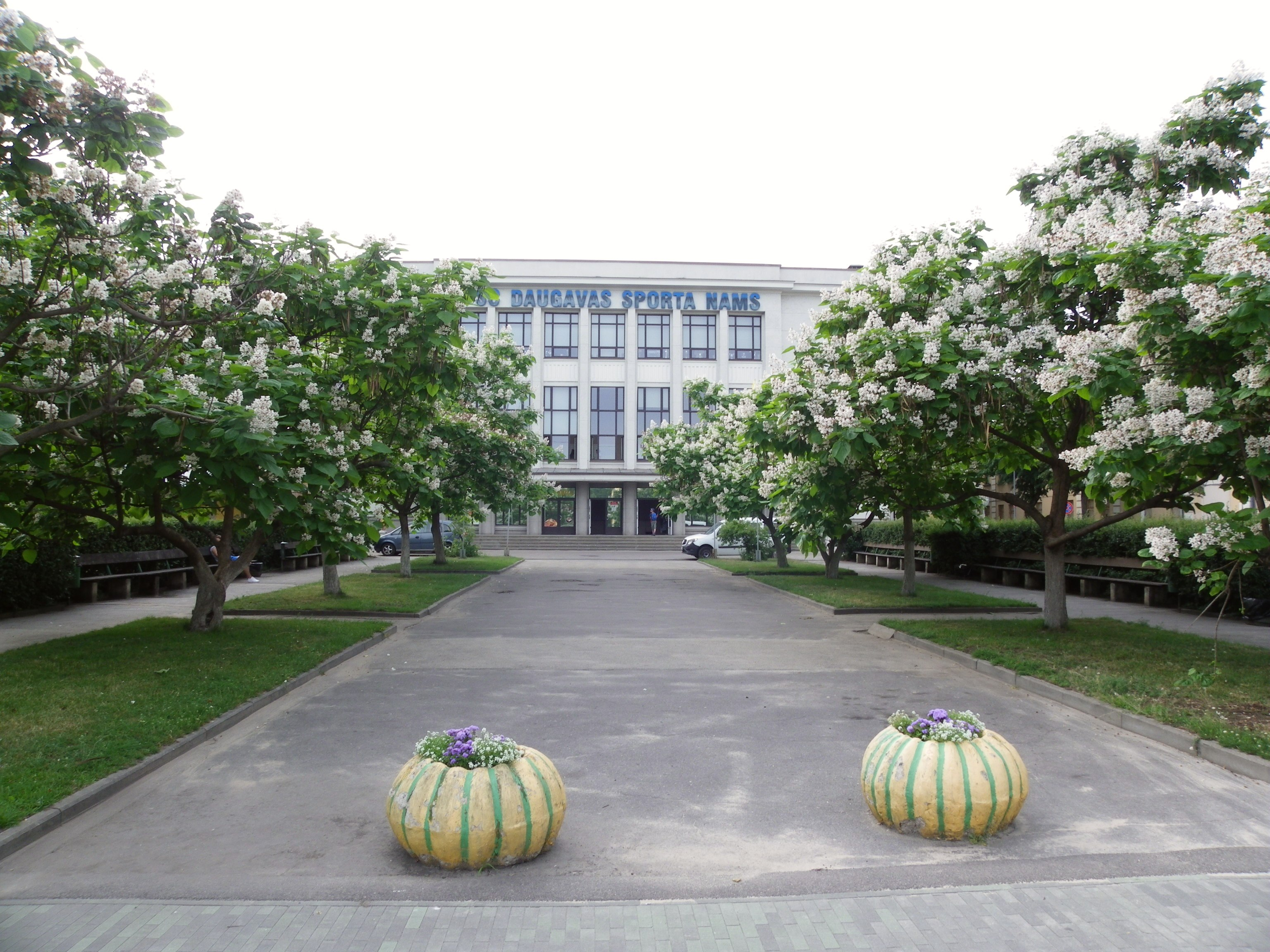
Цветущие катальпы в Риге

Катальпа бигнониевидная широко применяется в качестве декоративного растения. Особенно привлекательны её соцветия крупных ароматных белых цветков и огромные сердцевидные листья, наиболее крупные у молодых растений. Также интересны длинные плоды-«стручки», свисающие в больших количествах на деревьях зимой. Взрослые деревья имеют весьма примечательную кору, а особо старые экземпляры отличаются интересной кроной с многочисленно искривлёнными мощными ветвями.

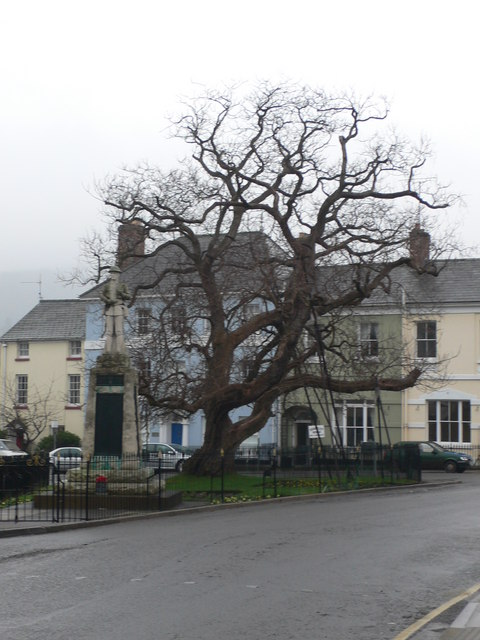
Крона старого дерева зимой

Катальпа бигнониевидная, занимающая второе место по морозостойкости после катальпы прекрасной, подходит для выращивания в 5 USDA-зоне (до −28.9 °C), хотя есть отдельные деревья, выращиваемые и в ещё более холодном климате. В ГБС РАН в Москве частично подмерзают обычно только однолетние побеги (зимостойкость II), в особенно холодные зимы могут подмерзать многолетние ветви (зимостойкость IV).
Используется в ветрозащитных полосах и в рекультивационных проектах по восстановлению земель, на которых велась добыча полезных ископаемых.
Древесина схожа с древесиной катальпы прекрасной. Она лёгкая, мягкая, по физическим характеристикам близка к древесине ивы, но при этом весьма устойчивая к гниению, в отличие от ивы. Используется для общестроительных работ, внутренней отделки, производства столярных изделий, столбов для забора, рельсовых шпал и топлива.
Различные части растения использовались раньше в медицинских целях. Настои и чаи из стручков, семян, листьев, коры и корней применяли как спазмолитические, сердечные, седативные, противовоспалительные, антисептические, глистогонные, слабительные и мочегонные препараты. При этом некоторые части растения (например, корни) ядовиты.
Катальпы являются неплохими медоносами. Цветут около трёх недель. Каждый цветок производит по несколько мг нектара в сутки, причём независимо от погоды. Они обеспечивают пчёлам поддерживающий медосбор.

## Отличия от схожих видов

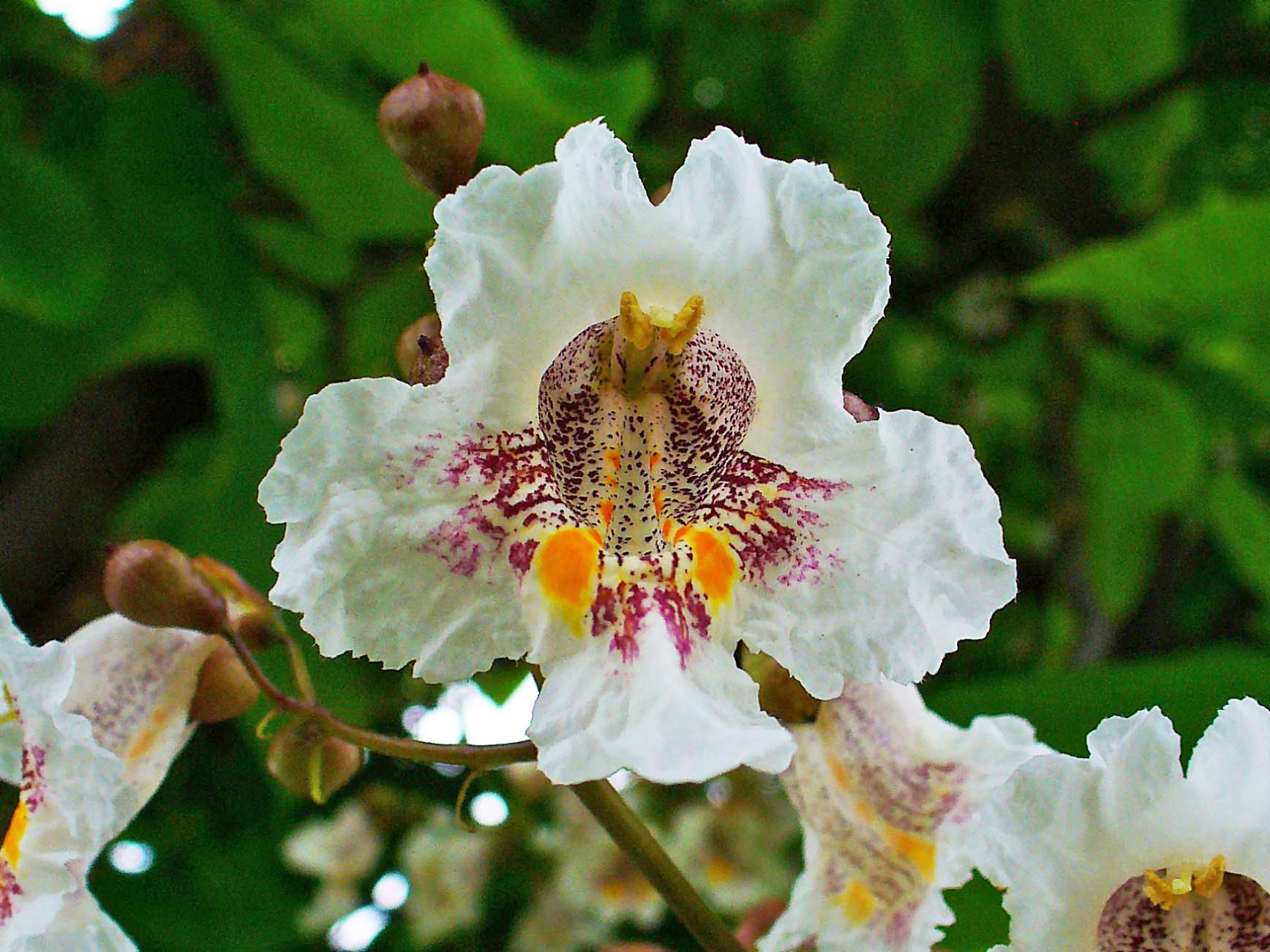
Внутри цветка катальпы бигнониевидной заметна очень высокая концентрация пурпурных точек, которая у катальпы прекрасной гораздо ниже

Катальпу бигнониевидную довольно легко перепутать с весьма схожей внешне катальпой прекрасной. Но всё же есть ряд отличий:
1. Листья катальпы бигнониевидной в большей степени склонны иметь сердцевидное основание и оттянутую верхушку. У катальпы прекрасной основание листа бывает как сердцевидным, так и округлым, и лист обычно плавно сужается к верхушке. Листья бигнониевидной нередко имеют лопасти. Для прекрасной же лопасти не характерны. Также листья бигнониевидной имеют немного меньшие размеры, чем у прекрасной, и издают резкий специфический аромат при растирании, который отсутствует у прекрасной.
2. Цветки бигнониевидной немного меньше по размеру, чем у прекрасной, и имеют бо́льшую концентрацию пурпурных точек. В соцветии бигнониевидной цветков несколько больше, чем в соцветии прекрасной.
3. Плоды бигнониевидной обычно в 1,5 тоньше, чем у прекрасной. Если у бигнониевидной плод толщиной с карандаш, то у прекрасной он толщиной с многостержневую шариковую ручку.
4. Семена бигнониевидной при измерении без волосков в 1,5 раза меньше по длине и ширине, чем семена катальпы прекрасной. У бигнониевидной они сужаются к краям, в то время как у прекрасной они почти одинаковой ширины по всей длине. Также семена бигнониевидной более желтоватые, а прекрасной — более сероватые.

Также катальпа бигнониевидная схожа с катальпой яйцевидной и катальпой Бунге. Катальпа яйцевидная имеет обычно более маленькие желтовато-белые цветки, ещё более узкие плоды и ещё более мелкие семена. У яйцевидной значительно чаще, чем у бигнониевидной, попадаются трёхлопастные листья. Катальпа Бунге имеет розовато-белые цветки и более маленькие, обычно безлопастные листья (про относительные размеры семян и плодов нет чётких данных).
Иногда катальпы путают и с павловниями, которые относятся к другому семейству, но к тому же порядку Ясноткоцветные. Наиболее распространена в культуре павловния войлочная. От катальп она отличается в первую очередь широкояйцевидными плодами совершенно другого облика, чуть более вытянутыми сиреневыми цветками и несколько более крупными опушёнными листьями без лопастей или с пятью слабовыраженными лопастями.

## Галерея
|                                                    |  |  |  |  |
| Слева направо: кора, листья, цветки, плоды, семена |  |  |  |  |

## Синонимы
По данным сайта POWO, катальпа бигнониевидная имеет 31 синонимичное латинское название:
- Bignonia catalpa L., 1753
- Bignonia spectabilis Salisb., 1796
- Bignonia triloba T.Freeman & Custis, 1807
- Catalpa arborea Baill., 1872
- Catalpa bignonioides f. aurea (Mast.) Schelle, 1903
- Catalpa bignonioides var. aurea (Mast.) Lavallée ex Bureau, 1894
- Catalpa bignonioides f. koehnei (Hesse) Paclt, 1903
- Catalpa bignonioides var. koehnei (Hesse) Dode, 1907
- Catalpa bignonioides f. nana (Otto & A.Dietr.) Paclt, 1903
- Catalpa bignonioides var. nana (Otto & A.Dietr.) Bureau, 1894
- Catalpa bignonioides f. pulverulenta (Rob.) Paclt, 1952
- Catalpa bignonioides var. pulverulenta (Rob.) Bean, 1914
- Catalpa bignonioides f. variegata (Bureau) Paclt, 1952
- Catalpa bignonioides var. variegata Bureau, 1894
- Catalpa catalpa (L.) H.Karst., 1882
- Catalpa communis Dum.Cours., 1801
- Catalpa cordifolia Moench, 1794
- Catalpa pumila Beck & Abel, 1890
- Catalpa speciosa f. albovariegata (Schwer.) Rehder, 1949
- Catalpa speciosa var. albovariegata Schwer., 1910
- Catalpa speciosa f. pulverulenta (Rob.) Rehder, 1949
- Catalpa speciosa var. pulverulenta (Rob.) W.Paul & G.Paul, 1910
- Catalpa syringifolia Sims, 1808
- Catalpa syringifolia var. aurea Mast., 1871
- Catalpa syringifolia var. koehnei Hesse, 1903
- Catalpa syringifolia var. nana Otto & A.Dietr., 1851
- Catalpa syringifolia var. pulverulenta Rob., 1908
- Catalpa ternifolia Cav., 1801
- Catalpa tibetica Forrest, 1921
- Catalpa umbraculifera Ugolini, 1888
- Catalpium amena Raf., 1817